# Corrachadh Mòr
Corrachadh Mòr (56°42′56.2″N 6°13′40.6″W)  è un piccolo promontorio situato sulla penisola Ardnamurchan a Lochaber, nelle Highland della Scozia. È noto per essere il punto più occidentale dell'isola della Gran Bretagna: si trova all'incirca 36 km più ad ovest di Land's End, in Cornovaglia.
A seconda delle coordinate che vengono utilizzate, questo promontorio si trova a 31 metri o 43 metri ad ovest di Ardnamurchan Point (e circa 1 km a nord). Quest'ultimo è comunemente, anche se erroneamente, descritto come il punto più occidentale della penisola.

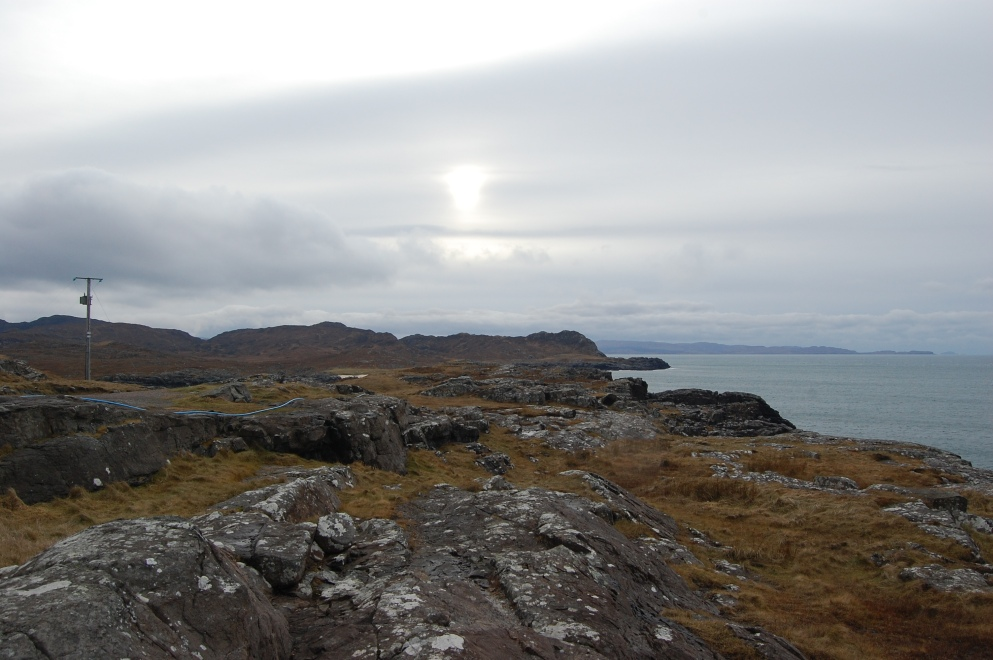
Corrachadh Mòr visto dal faro di Ardnamurchan Point, in una fotografia scattata al mezzogiorno locale, quando il sole sta verso sud. Utilizzando questo come riferimento, si vede chiaramente l'estensione di Corrachadh Mòr più ad ovest rispetto ad Ardnamurchan Point

Corrachadh Mòr significa "grande terreno affusolato" in lingua gaelica scozzese.